# Erebochlora ovaliplaga
Erebochlora ovaliplaga är en fjärilsart som beskrevs av Paul Dognin 1911. Erebochlora ovaliplaga ingår i släktet Erebochlora och familjen mätare. Inga underarter finns listade i Catalogue of Life.